# Dialecto ribagorzano
El ribagorzano es el nombre que se aplica al conjunto de los dialectos hablados en el antiguo Condado de Ribagorza, de los cuales los más orientales se clasifican hoy en día como dialectos del catalán y los más occidentales como dialectos del aragonés; existe también una zona central con dialectos más difíciles de clasificar en uno u otro grupo. Estos dialectos forman por lo tanto parte del continuum dialectal romance de Europa suroccidental. Además hay que tener en cuenta que los dialectos del valle de Benasque presentan diferencias importantes de otros dialectos aragoneses, por lo que algún filólogo local ha propuesto clasificarlos como una lengua diferente tanto del catalán como del aragonés, sin embargo estos rasgos diferenciales son compartidos por otras hablas de transición hasta la Llitera.
El Condado de Ribagorza en la Edad Media se extendía desde las poblaciones de Benasque y Aneto hasta el límite sur de la actual comarca de La Litera y teniendo por límite occidental el antiguo Condado de Sobrarbe y oriental el Condado de Pallars y la zona baja del río Noguera Ribagorzana donde arranca la Acequia de Piñana en la provincia de Lérida. En el siglo XVI la capital del condado estaba en Benabarre y el condado perteneció desde tiempos medievales a los Duques de Villahermosa y por herencia el último Conde de Ribagorza fue el rey Felipe II.
Los dialectos que en un momento u otro han sido llamados ribagorzano se hablan en las comarcas de:
- Ribagorza en la provincia de Huesca, Aragón
- La Litera en la provincia de Huesca, Aragón
- Alta Ribagorza en la provincia de Lérida, Cataluña

Ciudades y villas importantes de la zona: Graus, Tamarite de Litera, Benabarre, Pont de Suert y Benasque.

## Historia del concepto
El primero que habló de la denominación de dialectos de transición para estas hablas fue Joaquín Costa en un artículo publicado en el "Boletín de la Institución Libre de Enseñanza" hacia 1876, donde, en su ensayo, defiende el carácter híbrido de algunas lenguas, puesto que participan de rasgos de dos lenguas vecinas, en este caso del aragonés antiguo y del catalán medieval. Posteriormente Ramón Menéndez Pidal sostuvo el carácter de lenguas de transición y Alonso Zamora Vicente popularizó la denominación de las llamadas "hablas de tránsito" para los enclaves lingüísticos que se sitúan entre el aragonés antiguo y el catalán medieval y para las que se sitúan entre las denominadas hablas leonesas y el galaicoportugués.

## Situación dentro del catalán y el aragonés
Algunos filólogos, tras las polémicas históricas entre Antoni Maria Alcover y Pompeu Fabra sobre la lengua catalana, consideran a la parte oriental, enclavada en parte del territorio del Antiguo Condado de Ribagorza, como un dialecto derivado del catalán, al que denominan catalán ribagorzano o ribagorzano catalán, es decir el área que presenta sistema vocálico de siete vocales y un sistema consonántico en el que las parejas de fonemas sordos y sonoros de época medieval y renacentista han convergido en fonemas sordos y se caracterizan por la palatalización africada en palabras derivadas del latín como "gentem", "juvenem", "junctum" que se pronuncian con un sonido similar a la "che" del idioma aragonés y del castellano, diciendo "chen", "chove", "chunto". Las opiniones son tan encontradas e irreconciliables que, en numerosas ocasiones en vez de usar argumentos filológicos se recurre a elementos extralingüísticos que se han divulgado plausiblemente en diversos medios.
El habla de Graus y las de otras localidades que presentan un sistema vocálico de cinco vocales y un sistema consonántico semejante al del idioma aragonés consolidado durante el siglo XVI, con la presencia del fonema prepalatal fricativo sordo (en documentos antiguos escrito con el grafema "x"), de la velar fricativa sorda (escrita con los grafemas "j" y "g") y la interdental fricativa sorda (escrita en documentos antiguos con los grafemas "z" ante las vocales "a", "o" y "u", y con "c" ante las vocales "e" e "i"), pertenecen al ribagorzano occidental, al que actualmente se denomina aragonés ribagorzano o ribagorzano aragonés. 
El habla de la población de Benasque y de algunos pueblos aledaños suele ser considerada variedad del idioma aragonés de transición hacia el ribagorzano oriental, aunque un filólogo local la considera microlengua. El habla local de esta población, denominada habitualmente "benasqués", recibe el nombre coloquial de "patués", que recuerda el nombre que la lengua francesa usa para los "patois", los dialectos rurales de Francia. Habitualmente, sus hablantes consideran al benasqués como parte del idioma aragonés, o siguiendo las posturas "localistas" de las lenguas de Aragón, simplemente como patués. Importantes escritores y filólogos de esta variedad, como Carmen Castán, Manuel Castán Espot, Chusé María Ferrer Fantoba o José Antonio Saura Rami, forman parte de diversas asociaciones de estudio y defensa del aragonés.
Para la división entre el ribagorzano occidental y el ribagorzano oriental casi todos los lingüistas tienen en cuenta el mapa de isoglosas que dibujó Ramón Menéndez Pidal en 1916 en la Revista de Filología Española y el mapa del "Manual de dialectología española" (1967) dibujado por Alonso Zamora Vicente. Tanto el ribagorzano oriental como el occidental tienen léxico en común y léxico divergente. En ambos se da el uso de la preposición enta (hacia). Es general a ambos ribagorzanos las formas en -eba para los imperfectos de indicativo, teneba / teniba por "tenía", sabeba por "sabía", feba por "hacía".

## Características
Características lingüísticas del grupo son las siguientes:
- Palatalización de L en los grupos PL, CL, FL, por ejemplo en pllou ['pʎɔw] (llueve), cllau ['kʎáw] (llave), fllo [fʎó] (flor), una característica propia de estos dialectos, en general, no compartida con el catalán ni el aragonés. En un documento del siglo XIII, perteneciente a la Colección del Monasterio de Casbas (Huesca), transcrito por Antonio Ubieto Arteta se encuentran grafías con el grupo pll. Rasgos que apuntan a que la palatalización pudo ser compartida por la lengua aragonesa medieval. En el aragonés castellanizado de Gúdar los hablantes llaman "cinglos" a los estratos de las montañas. Evolución semiculta de "cingulum", que podría haber pasado por el primer paso de la palatalización de ese grupo romance. En ribagorzano actual se oye todavía cancingllos [`kanθíngʎos], con el significado de pieza de madera que sirve para apretar la cinglla [θíngʎa].

- El ribagorzano actual se caracteriza por el mantenimiento del diptongo ei, generado en la evolución de grupo CT latino en palabras como FACTU. El aragonés ofrece las formas feito y feto, el ribagorzano las formas feit, feito y feto; el castellano la forma "hecho" y el catalán moderno la forma "fet". En catalán antiguo y en catalán occidental se documenta la forma "feit" (o "feyt").

- Apócope generalizada de vocales finales latinas no acentuadas similar a la documentada en la lengua del Poema de Mio Cid y que es rasgo de la lengua catalana, que origina numerosos plurales en -z, que tienen su origen en la neutralización de las dentoalveolares en posición final. El grupo t+s ha dado en las hablas que participan de los rasgos del ribagorzano oriental una evolución similar a la castellana y aragonesa del siglo XVI, muy frecuente también en las segundas personales del plural de la conjugación de numerosos verbos. Ribagorzano oriental del siglo XV el plural de la palabra font se formaba con el morfema s, dando lugar al grupo TS que evolucionó a "z" interdental en algunas zonas. Lo mismo sucede en el singular chiquet cuyo plural es chiquez, pasando por un estadio "TS". El plural chiquetes es más reciente donde al singular se añade el morfema "-es".

- Diptongación ocasional de la E breve romance: E>ie, y de la O breve, O>ue; característica compartida con el aragonés. Esta característica se generaliza hacia el oeste, mientras que hacia oriente es casi inexistente. Por ejemplo TERRA > tierra, terra; PONTE > puen, pon; FONTES > Fonts (topónimo antiguo documentado) > Fonz (topónimo) es palabra conservada en las variedades ribagorzanas que presentan el plural en -nz en las palabras fonz "fuentes", ponz "puentes". La z en estos casos es posterior al siglo XV y se explica por el ensordecimiento de la dentroalveolar africada sonora que evolucionó a "z", rasgo de la gramática histórica que emparenta las hablas hispánicas con el debatido problema del ciceo, siseo y el ceceo y seseo modernos.

- Interdental fricativa como solución a CE, CI latinos, ejemplo cinc [θiŋk] (cinco), [paniθo] (maíz) característica compartida con el aragonés. Esta catacterística se generaliza hacia el oeste. El catalán contemporáneo y una parte importante del ribagorzano ha evolucionado en [s] < [ts] < CE, CI.

- El ensordecimiento de la -s- sonora intervocálica. En el ribagorzano contemporáneo la s de la palabra casa es sorda, no sonora como se pronunciaba en la época medieval.

- Es rasgo del ribagorzano compartido con el aragonés el mantenimiento en los imperfectos de la -b- latina: teneba/teniba, preneba y otras muchas formas de idéntica procedencia.

- Distintos resultados para la segunda persona de plural de las terminaciones de verbos (< -TIS), de oeste a este: -z [θ] en Llaguarres (como en aragonés), -ts [ʦ] en Lascuarre (como en occitano  y en catalán medieval), -u [w] (como en catalán moderno).

- Distintos resultados para la africada prepalatal sonora romance ([ʤ] < I-, Dj- Gj-), de oeste a este: [ʧ] (como en aragonés y en valenciano apitxat), [ʤ] (como en catalán medieval y en la mayoría del valenciano contemporáneo), [ʒ] (como en casi todo el catalán moderno). Por ejemplo, [ʧ]ovens (Ribagorza occidental y numerosos pueblos de la oriental), [ʤ]ovens (en algunos pueblos de la Ribagorza oriental) (jóvenes).

- Pérdida de -R final de los infinitivos y palabras polisilábicas, una característica compartida con casi todo el catalán contemporáneo (a excepción de las variantes valencianas) y con algunas variedades del aragonés como el chistavín o el ansotano. Por ejemplo MULIERE > mulle(r) (mujer) (la palabra mullé se oye poco en Ribagorza, está más extendida la palabra dona, cuando se encuentre un ejemplo más adecuado se incluirá), *TRIPALIARE > treballa(r) (trabajar).

- El pretérito perfecto de los verbos se forma con el auxiliar derivado de VADERE + infinitivo. Por ejemplo van fer [ban 'fe] (hicieron). Característica compartida con el catalán y variedades orientales del aragonés como el fovano y el chistavino.

- Es curiosa la presencia de una i final en palabras como ferri (cast. hierro, cat. ferro), perchi (cast. "falsa bajo tejado", cat. "perxe").

- En léxico el ribagorzano presenta singularidades muy dignas de ser anotadas como la generalización del uso de ababol (cast. amapola, cat. ababol, rosella), aladro (cast. arado, cat. aladre, arada), fillo (cast. hijo, cat. fill) coincidentes con el idioma aragonés. Formas únicas o casi exclusivas del ribagorzano, con la documentación que hoy se cuenta como an (cast. año, cat. any, arag. anyo ), aram (cast. alambre, cat. aram, filferro, arag arambre), bllat (cast. trigo, cat. blat, arag. trigo), cocho (cast. perro, cat. gos, arag. can / cocho"), coda (cast. cola, cat. cua, arag. coda), cante (cast. cántaro, cat. càntir, arag. cantaro), chou (cast. yugo, cat. jou, arag. chubo), dintro (cast. dentro, cat. dintre, arag. drento / dintro), ensalada (cast. lechuga, cat. enciam, arag. ensalada ), esquena (cast. espalda, cat. esquena, arag. espalda), esparteñas (cast. alpargatas, cat. espardenyes, arag. alpargatas), faixo (cast. haz, cat. feix, arag. faixo), güellas u ovellas (cast. ovejas, cat. ovelles, arag. güellas / ovellas), enchervelit (cast. congelado, cast. engerbit, congelat, arag. enchervelito), ixe o ixo (cast. ese, cat. eixe, aquest, arag. ixe ), llanternada (cast. golpe fuerte, cat. cop fort, arag. lanternada), llató (cast. lechón, cat. lletó, garrí, arag. latón), lloco (cast. loco, cat. boig, arag. barrenau / barrenato ), minchá (cast. comer, cat. menjar, arag. minchar), meligo (cast. ombligo, cat. melic, arag. melico / meligo), oncina (cast. encina, cat. alzina, arag. lezina), pllano (cast. llano, cat. pla, arag. plano), pulzas (cast. pulgas, cat. puces, arag. pulzes), queixido (cast. roble, cat. roure, arag. caxico /caixigo), rabosa (cast. zorra / raposa, cat. rabosa, guineu, arag. rabosa / raposa), rubiñat o enrobinat (cast. oxidado, cat. rovellat, arag. enrobinau / enrobinato), somé (cast. burro, cat. somera, ruc, ase; arag. burro / somero), torrodá (cast. gorrión, cat. pardal, arag. gurrión / pardal), obago o ubago (cast. umbría, cat. obac, arag. paco / pazino).

## Escritura
Como todas las hablas orales que han tenido escasa representación escrita los hablantes tienen que resolver el sistema de grafías que utilizan para representar las respectivas hablas locales que difieren de las lenguas con tradición ortológica y ortográfica. Existen escasísimas muestras del ribagorzano escrito anteriores al siglo XX. Se deben destacar las "pastoradas" recogidas por Ricardo del Arco y unos textos escritos en ribagorzano de Azanuy por el que fue catedrático de literatura española de la Universidad de Barcelona, José María Castro y Calvo.
A partir del siglo XX hay un resurgir de los escritores en aragonés ribagorzano, destacando por su amplia obra Elena Chazal, Pablo Recio, Cleto Torrodellas, Antonio Collada, Bienvenido Mascaray y Dámaso Carrera.
Hay dos tendencias para escribir el habla oral ribagorzana. Quienes usan la ortografía castellana para representar al habla local, tanto en aragonés ribagorzano como en catalán ribagorzano, y por otro quienes utilizan la grafía de cada lengua, en el caso del  idioma aragonés hay tres propuestas ortográficas: Grafía 1987, Grafía EFA y Grafía SLA. En la actualidad el Gobierno de Aragón ha iniciado un proceso de convergencia gráfica del que ha surgido una cuarta grafía que solo es usado por la Dirección General de Política Lingüística y que ha causado el rechazo de las tres asociaciones.
Por otro lado en el catalán ribagorzano, un sector minoritario usa la grafía castellana, y mayoritariamente otros usan la grafía normativa catalana. Todos se encuentran con la dificultad de que los fonemas del ribagorzano difieren de los fonemas de las variantes estándar del catalán y del aragonés y de no conocer el habla local el lector, a no ser que se indique en cada escrito qué valores representan los grafemas, desconoce a qué sonido local representa. Con la recogida de textos orales se obviará este aspecto que por otro lado no plantea grandes problemas de interpretación.
En relación con la escritura del catalán ribagorzano en Aragón, destacar la inmensa obra Bllat Colrat, que en varios tomos recoge testimonios orales del catalán de Aragón, la mayoría de ellos en catalán ribagorzano.